# Cyperus pseudosomaliensis
Cyperus pseudosomaliensis är en halvgräsart som beskrevs av Georg Kükenthal. Cyperus pseudosomaliensis ingår i släktet papyrusar, och familjen halvgräs. Inga underarter finns listade i Catalogue of Life.